# Купертаун (Тенеси)
Купертаун (енгл. Coopertown) град је у америчкој савезној држави Тенеси.

## Демографија
По попису из 2010. године број становника је 4.278, што је 1.251 (41,3%) становника више него 2000. године.
| Група             | 2000.         | 2010.         |
| Белци             | 2.880 (95,1%) | 3.997 (93,4%) |
| Афроамериканци    | 49 (1,6%)     | 95 (2,2%)     |
| Азијати           | 14 (0,5%)     | 35 (0,8%)     |
| Хиспаноамериканци | 38 (1,3%)     | 84 (2,0%)     |
| Укупно            | 3.027         | 4.278         |